# Liste der Bodendenkmäler in Heiden (Münsterland)
Die Liste der Bodendenkmäler in Heiden (Münsterland) enthält die denkmalgeschützten unterirdischen baulichen Anlagen, Reste oberirdischer baulicher Anlagen, Zeugnisse tierischen und pflanzlichen Lebens und paläontologischen Reste auf dem Gebiet der Gemeinde Heiden im Kreis Borken in Nordrhein-Westfalen (Stand: Januar 2021). Diese Bodendenkmäler sind in Teil B der Denkmalliste der Gemeinde Heiden eingetragen; Grundlage für die Aufnahme ist das Denkmalschutzgesetz Nordrhein-Westfalen (DSchG NRW).
| Bild           | Bezeichnung                | Lage  | Beschreibung | Bauzeit | Eingetragen seit  | Denkmal- nummer |
| -------------- | -------------------------- | ----- | ------------ | ------- | ----------------- | --------------- |
| weitere Bilder | Düwelsteene – Megalithgrab | Karte |              |         | 31.05.83/11.02.92 | 1               |
| BW             | Grabhügel „Kieke Bülten“   | Karte |              |         | 11.02.1992        | 2               |
| BW             | Grabhügel Nr. 1            | Karte |              |         | 11.02.1992        | 3               |
| BW             | Grabhügel Nr. 2            | Karte |              |         | 11.02.1992        | 4               |
| BW             | Grabhügel Nr. 3            | Karte |              |         | 11.02.1992        | 5               |
| BW             | Grabhügel Nr. 4            | Karte |              |         | 11.02.1992        | 6               |
|                | „Die Berge“                |       |              |         | 15.03.1993        | 7               |